# ロベルモント (小惑星)
ロベルモント (1145 Robelmonte) は、小惑星帯に位置する小惑星の一つ。1929年2月3日にウジェーヌ・デルポルトが発見した。
天文学者シルヴァン・アランの出身地であるベルギーのロベルモントに因んで名付けられた。ただし、この名前は元々アランが発見した小惑星の名前として申請されたが、手違いによってデルポルトが申請した名前と入れ替わってしまったものである。